# Jesús Ferreira
Jesús David Ferreira Castro  (ur. 24 grudnia 2000 w Santa Marta) – amerykański piłkarz pochodzenia kolumbijskiego występujący na pozycji napastnika w klubie Seattle Sounders oraz reprezentacji Stanów Zjednoczonych.
Syn Davida Ferreiry, zdobywcy Copa América z reprezentacją Kolumbii.